# UFC 78
UFC 78: Validation foi um evento de artes marciais mistas promovido pelo Ultimate Fighting Championship, ocorrido em 17 de novembro de 2007 no Prudential Center em Newark, New Jersey. O confronto principal foi entre Michael Bisping e Rashad Evans.

## Bônus da Noite
- Luta da Noite:  Thiago Alves vs.  Chris Lytle
- Nocaute da Noite:  Ed Herman
- Finalização da Noite:  Akihiro Gono

## Ligações Externas
(em inglês) Site do evento